# Widekindeshagen
Widekindeshagen ist eine Wüstung in der Gemarkung von Volkhardinghausen, einem Stadtteil von Bad Arolsen im nordhessischen Landkreis Waldeck-Frankenberg.
Der Ort ist lediglich in einigen Urkunden aus dem 13. Jahrhundert erwähnt, und auch seine genaue Lage ist nicht gesichert. Er wird in der Gemarkung von Volkhardinghausen vermutet.
Erstmals urkundlich erwähnt wurde der Ort im Jahre 1261, als die Brüder Dietrich und Eberhard Wolff von Gudenberg ihre Güter in Widekindeshagen und Altenhagen dem Kloster Volkhardinghausen für 48 Mark verkauften. Unter den Zeugen waren die mit ihnen eng verwandten Brüder Werner und Giso von Gudenberg. 1263 bestätigte Konrad von Gudenberg die Verpfändung des Zehnten in Widekindeshagen an das Kloster Volkhardinghausen durch seinen Vater Johann. Und 1278 übertrug der Ritter Giso von Gudenberg dem Kloster Volkhardinghausen als Sühne weiteren Besitz u. a. in Widekindeshagen.
Wann und warum die kleine Siedlung aufgegeben wurde, ist nicht bekannt. Vermutlich zogen die wenigen Bewohner, wie auch die von Wizzenrode, in die um 1290 auf Anordnung des Grafen Otto I. von Waldeck gegründete kleine Stadt Landau.